# James Mullinger
James Mullinger es un comediante alternativo inglés que vive en Nuevo Brunswick, Canadá. Aunque principalmente es un comediante, Mullinger ha desempeñado varios papeles en otros medios, incluido el de presentador de Blimey! An Englishman in Atlantic Canada, coguionista y coproductor de The Comedian's Guide to Survival, y actor en NBrexit. En 2022, publicó sus memorias, Brit Happens: Or Living the Canadian Dream, con Goose Lane Editions. En 2016, Mullinger rompió el récord de venta de entradas de Jerry Seinfeld en Harbor Station y superó en ventas a actuaciones de Guns N' Roses, Iron Maiden y Snoop Dogg.

## Primeros años
Mullinger creció en Maidenhead, Berkshire. Fue educado en East Berkshire College y luego estudió Literatura Inglesa y Estudios de la Mujer en la Universidad de Kingston. Mullinger creció viendo espectáculos en Norden Farm y desde entonces ha actuado allí. Cuando era adolescente, sus comediantes favoritos incluían a Ben Elton, Frank Skinner, Steve Martin y Monty Python.

## Carrera
Mullinger comenzó a realizar stand up en 2005. El mismo año, llegó a la final de Comedy Idol de Jimmy Carr, You Must Be Joking en el Newbury Comedy Festival y Your Comedy Stars en el Edinburgh Fringe. También fundó el club de comedia Upstairs at the Masons en el salón de actos del pub Masons Arms de Mayfair que, además de atraer a comediantes locales, atrajo a comediantes como Russell Brand, Richard Herring, Greg Davies y Michael McIntyre. Su show debut en 2009, The Bad Boy of Feminism, agotó las entradas en el Camden Fringe. Desde entonces, ha realizado varios espectáculos: Schooldays de James Mullinger, The Man With No Shame (2012/2013), Living the Canadian Dream (2014/2015), y Anything is Possible, tanto en Canadá como en el Reino Unido. The Man With No Shame se centró en lecturas de sus diarios de adolescente.
Entre noviembre de 2011 y enero de 2012, Mullinger presentó Movie Kingdom, una serie web cocreada con su amigo y colaborador Mark Murphy. La pareja revisó películas y entrevistó a celebridades. Más tarde se desarrolló como una serie web de Comedy Central titulada A Moment With, que contó con actores como Anne Hathaway, Andrew Garfield y Javier Bardem y los comediantes Jackie Mason, Ross Noble y Stewart Lee. En 2016, él y Murphy colaboraron en The Comedian's Guide to Survival, una película basada y dramatizada por las experiencias de Mullinger como comediante. La estrella de The Inbetweeners, James Buckley, interpretó la versión ficticia de Mullinger.
El mismo año, trabajó con Hemmings House en City on Fire, un documental que muestra a Mullinger preparándose para su primer espectáculo con entradas agotadas en Harbor Station y explorando su amor por New Brunswick. También terminó de filmar la primera temporada de Comedy Bootcamp en Bell Aliant TV1 en  2016. En 2022, Mullinger publicó sus memorias Brit Happens: Or Living the Canadian Dream con Goose Lane Editions. NBrexit, su próxima gran aventura, es una comedia de situación sobre un comediante obligado a mudarse a Canadá para escapar de un escándalo del Brexit. Fue filmada en Miramichi y afirma ser la primera comedia de situación de habla inglesa filmada y ambientada íntegramente en New Brunswick. Mullinger también hizo un esfuerzo por emplear a personas que viven en New Brunswick. Se seleccionó su fecha de estreno para marzo de 2023.
Mullinger trabajó en GQ entre 2000 y 2014, comenzando durante una experiencia laboral de dos semanas después de la universidad. Fue periodista, editor de comedia y editor de fotografías, y entrevistó a celebridades como Daniel Craig, Tom Cruise y George Clooney. En 2012, estuvo en el centro de la controversia cuando retocó una foto de Kate Winslet para que luciera más delgada y tuviera piernas más largas. Si bien el rechazo fue difícil, dijo que el argumento era válido y que él "era simplemente un idiota" y que fue un "gran error" en lugar de un acto intencional de misoginia. A pesar de esto, ganó el premio al Empleado del Año tres veces durante sus catorce años allí.
Mullinger ha aparecido en Street-Cred Sudoku junto a Robin Ince, Sue Perkins y Rufus Hound. En Canadá, realizó una gira por el país para Blimey! An Englishman in Atlantic Canada y Atlantic Edition e interpretó al villano Mr. Green en el programa infantil Ug Wug. Mullinger también es editor en jefe de Maritime [EDIT], una publicación trimestral centrada en el Atlántico canadiense, y coanfitrión de Field & Mullinger's Underground Nights con Paul Field. Ha sido nominado a un premio de comedia Just for Laughs y a un premio de comedia canadiense. al mejor espectáculo en vivo. Mullinger le da crédito a un curso de comedia impartido por Logan Murray y Hils Jago por ayudarlo a obtener la confianza necesaria para actuar en vivo.

## Vida personal
Mullinger y su esposa nacida en Canadá, Pam, se mudaron a Saint John, Nuevo Brunswick desde Mullinger y su esposa nacida en Canadá, Pam, se mudaron a Saint John, Nuevo Brunswick desde Londres en 2014. Su esposa trabajó con Vanity Fair y Wallpaper* mientras estuvo en Londres y, en 2022, fue consultora de marketing y directora de publicidad para varias revistas, incluida Kinfolk. La pareja tiene dos hijos, Hunter y River, que interpretan a los hijos de Mullinger en su programa NBrexit. Mullinger es una feminista autoproclamada y ha actuado en beneficio de organizaciones benéficas para mujeres. En 2022, como residente de Rothesay, se convirtió en ciudadano canadiense.